# FIFA-Konföderationen-Pokal 2017/Gruppe A
Dieser Artikel umfasst die Spiele der Vorrundengruppe A beim FIFA-Konföderationen-Pokal 2017 mit allen statistischen Details.
| Pl. | Land       | Sp. | S | U | N | Tore    | Diff. | Punkte |
| --- | ---------- | --- | - | - | - | ------- | ----- | ------ |
| 1.  | Portugal   | 3   | 2 | 1 | 0 | 007:200 | +5    | 07     |
| 2.  | Mexiko     | 3   | 2 | 1 | 0 | 006:400 | +2    | 07     |
| 3.  | Russland   | 3   | 1 | 0 | 2 | 003:300 | ±0    | 03     |
| 4.  | Neuseeland | 3   | 0 | 0 | 3 | 001:800 | −7    | 0      |

## Russland – Neuseeland 2:0 (1:0)
| Russland                                                                             | Russland | Neuseeland | Neuseeland | Aufstellung                           |
| ------------------------------------------------------------------------------------ | --- | --- | ---------- | ------------------------------------- |
| Russland                                                                             | \| 17. Juni 2017 um 18:00 Uhr (17:00 Uhr MESZ) in Sankt Petersburg (Krestowski-Stadion) \| \| Zuschauer: 50.251 \| \| Schiedsrichter: Wilmar Roldán ( Kolumbien) \| \| Spielbericht \| | \| 17. Juni 2017 um 18:00 Uhr (17:00 Uhr MESZ) in Sankt Petersburg (Krestowski-Stadion) \| \| Zuschauer: 50.251 \| \| Schiedsrichter: Wilmar Roldán ( Kolumbien) \| \| Spielbericht \|                                                                                     | Neuseeland | Aufstellung Russland gegen Neuseeland |
| Russland                                                                             | Igor Akinfejew – Alexander Samedow, Georgi Dschikija, Wiktor Wassin, Fjodor Kudrjaschow, Juri Schirkow – Alexander Jerochin (77. Dmitri Tarassow), Denis Gluschakow, Alexander Golowin – Fjodor Smolow (90. Alexei Mirantschuk), Dmitri Polos (64. Alexander Bucharow) Cheftrainer: Stanislaw Tschertschessow | Stefan Marinovic – Kip Colvey (83. Monty Patterson), Tommy Smith, Andrew Durante, Michael Boxall, Deklan Wynne – Kosta Barbarouses (61. Bill Tuiloma), Michael McGlinchey, Ryan Thomas – Marco Rojas (71. Shane Smeltz), Chris Wood Cheftrainer: Anthony Hudson ( England) | Neuseeland | Aufstellung Russland gegen Neuseeland |
| Russland                                                                             | 1:0 Boxall (31., Eigentor) 2:0 Smolow (69.) | | Neuseeland | Aufstellung Russland gegen Neuseeland |
| Russland                                                                             | Spieler des Spiels: Fjodor Smolow (Russland) | | Neuseeland | Aufstellung Russland gegen Neuseeland |
| 17. Juni 2017 um 18:00 Uhr (17:00 Uhr MESZ) in Sankt Petersburg (Krestowski-Stadion) | | |            |                                       |
| Zuschauer: 50.251                                                                    | | |            |                                       |
| Schiedsrichter: Wilmar Roldán ( Kolumbien)                                           | | |            |                                       |
| Spielbericht                                                                         | | |            |                                       |

## Portugal – Mexiko 2:2 (1:1)
| Portugal                                                           | Portugal | Mexiko | Mexiko | Aufstellung                       |
| ------------------------------------------------------------------ | --- | --- | ------ | --------------------------------- |
| Portugal                                                           | \| 18. Juni 2017 um 18:00 Uhr (17:00 Uhr MESZ) in Kasan (Kasan-Arena) \| \| Zuschauer: 34.372 \| \| Schiedsrichter: Néstor Pitana ( Argentinien) \| \| Spielbericht \|                                                                              | \| 18. Juni 2017 um 18:00 Uhr (17:00 Uhr MESZ) in Kasan (Kasan-Arena) \| \| Zuschauer: 34.372 \| \| Schiedsrichter: Néstor Pitana ( Argentinien) \| \| Spielbericht \| | Mexiko | Aufstellung Portugal gegen Mexiko |
| Portugal                                                           | Rui Patrício – Cédric Soares, Pepe, José Fonte, Raphaël Guerreiro – Ricardo Quaresma (82. André Silva), William Carvalho, João Moutinho (58. Adrien Silva), André Gomes – Nani (58. Gelson Martins), Cristiano Ronaldo Cheftrainer: Fernando Santos | Guillermo Ochoa – Carlos Salcedo (67. Néstor Araujo), Diego Reyes, Héctor Moreno, Miguel Layún – Jonathan dos Santos, Héctor Herrera, Andrés Guardado – Carlos Vela (57. Giovani dos Santos), Chicharito, Raúl Jiménez (79. Oribe Peralta) Cheftrainer: Juan Carlos Osorio ( Kolumbien) | Mexiko | Aufstellung Portugal gegen Mexiko |
| Portugal                                                           | 1:0 Ricardo Quaresma (34.) 2:1 Cédric Soares (86.) | 1:1 Chicharito (42.) 2:2 Moreno (90.+1′) | Mexiko | Aufstellung Portugal gegen Mexiko |
| Portugal                                                           | Adrien Silva (68.), André Gomes (90.+3′) | Guardado (73.) | Mexiko | Aufstellung Portugal gegen Mexiko |
| Portugal                                                           | Spieler des Spiels: Cristiano Ronaldo (Portugal) | | Mexiko | Aufstellung Portugal gegen Mexiko |
| 18. Juni 2017 um 18:00 Uhr (17:00 Uhr MESZ) in Kasan (Kasan-Arena) | | |        |                                   |
| Zuschauer: 34.372                                                  | | |        |                                   |
| Schiedsrichter: Néstor Pitana ( Argentinien)                       | | |        |                                   |
| Spielbericht                                                       | | |        |                                   |

## Russland – Portugal 0:1 (0:1)
| Russland                                                                | Russland | Portugal | Portugal | Aufstellung                         |
| ----------------------------------------------------------------------- | --- | --- | -------- | ----------------------------------- |
| Russland                                                                | \| 21. Juni 2017 um 18:00 Uhr (17:00 Uhr MESZ) in Moskau (Otkrytije Arena) \| \| Zuschauer: 42.759 \| \| Schiedsrichter: Gianluca Rocchi ( Italien) \| \| Spielbericht \| | \| 21. Juni 2017 um 18:00 Uhr (17:00 Uhr MESZ) in Moskau (Otkrytije Arena) \| \| Zuschauer: 42.759 \| \| Schiedsrichter: Gianluca Rocchi ( Italien) \| \| Spielbericht \|                                                                             | Portugal | Aufstellung Russland gegen Portugal |
| Russland                                                                | Igor Akinfejew – Roman Schischkin (46. Alexander Jerochin), Georgi Dschikija, Wiktor Wassin, Fjodor Kudrjaschow (83. Alexander Bucharow), Dmitri Kombarow (68. Dmitri Polos) – Alexander Samedow, Denis Gluschakow, Alexander Golowin, Juri Schirkow – Fjodor Smolow Cheftrainer: Stanislaw Tschertschessow | Rui Patrício – Raphaël Guerreiro (65. Eliseu), Pepe, Bruno Alves, Cédric Soares – Bernardo Silva, William Carvalho, Adrien Silva (83. Danilo Pereira), André Gomes – André Silva (78. Gelson Martins), Cristiano Ronaldo Cheftrainer: Fernando Santos | Portugal | Aufstellung Russland gegen Portugal |
| Russland                                                                | 0:1 Cristiano Ronaldo (8.) | | Portugal | Aufstellung Russland gegen Portugal |
| Russland                                                                | Gluschakow (26.), Dschikija (72.), Samedow (76.) | Pepe (57.), Bernardo Silva (71.) | Portugal | Aufstellung Russland gegen Portugal |
| Russland                                                                | 100. Länderspiel von Igor Akinfejew | | Portugal | Aufstellung Russland gegen Portugal |
| Russland                                                                | Spieler des Spiels: Cristiano Ronaldo (Portugal) | | Portugal | Aufstellung Russland gegen Portugal |
| 21. Juni 2017 um 18:00 Uhr (17:00 Uhr MESZ) in Moskau (Otkrytije Arena) | | |          |                                     |
| Zuschauer: 42.759                                                       | | |          |                                     |
| Schiedsrichter: Gianluca Rocchi ( Italien)                              | | |          |                                     |
| Spielbericht                                                            | | |          |                                     |

## Mexiko – Neuseeland 2:1 (0:1)
| Mexiko                                                                          | Mexiko | Neuseeland | Neuseeland | Aufstellung                         |
| ------------------------------------------------------------------------------- | --- | --- | ---------- | ----------------------------------- |
| Mexiko                                                                          | \| 21. Juni 2017 um 21:00 Uhr (20:00 Uhr MESZ) in Sotschi (Olympiastadion Sotschi) \| \| Zuschauer: 25.133 \| \| Schiedsrichter: Bakary Gassama ( Gambia) \| \| Spielbericht \| | \| 21. Juni 2017 um 21:00 Uhr (20:00 Uhr MESZ) in Sotschi (Olympiastadion Sotschi) \| \| Zuschauer: 25.133 \| \| Schiedsrichter: Bakary Gassama ( Gambia) \| \| Spielbericht \|                                                                                              | Neuseeland | Aufstellung Mexiko gegen Neuseeland |
| Mexiko                                                                          | Alfredo Talavera – Carlos Salcedo (33. Héctor Moreno (68. Rafael Márquez)), Néstor Araujo, Oswaldo Alanís (46. Héctor Herrera) – Giovani dos Santos, Diego Reyes , Marco Fabián, Javier Aquino – Jürgen Damm, Raúl Jiménez, Oribe Peralta Cheftrainer: Juan Carlos Osorio ( Kolumbien) | Stefan Marinovic – Dane Ingham (82. Monty Patterson), Michael Boxall, Andrew Durante, Tommy Smith, Deklan Wynne – Clayton Lewis (58. Bill Tuiloma), Michael McGlinchey, Ryan Thomas – Marco Rojas (73. Kosta Barbarouses), Chris Wood Cheftrainer: Anthony Hudson ( England) | Neuseeland | Aufstellung Mexiko gegen Neuseeland |
| Mexiko                                                                          | 1:1 Jiménez (54.) 2:1 Peralta (72.) | 0:1 Wood (42.) | Neuseeland | Aufstellung Mexiko gegen Neuseeland |
| Mexiko                                                                          | Herrera (90.+5′), Reyes (90.+6′) | Thomas (26.), Boxall (90.+6′) | Neuseeland | Aufstellung Mexiko gegen Neuseeland |
| Mexiko                                                                          | Spieler des Spiels: Javier Aquino (Mexiko) | | Neuseeland | Aufstellung Mexiko gegen Neuseeland |
| 21. Juni 2017 um 21:00 Uhr (20:00 Uhr MESZ) in Sotschi (Olympiastadion Sotschi) | | |            |                                     |
| Zuschauer: 25.133                                                               | | |            |                                     |
| Schiedsrichter: Bakary Gassama ( Gambia)                                        | | |            |                                     |
| Spielbericht                                                                    | | |            |                                     |

## Mexiko – Russland 2:1 (1:1)
| Mexiko                                                             | Mexiko | Russland | Russland | Aufstellung                       |
| ------------------------------------------------------------------ | --- | --- | -------- | --------------------------------- |
| Mexiko                                                             | \| 24. Juni 2017 um 18:00 Uhr (17:00 Uhr MESZ) in Kasan (Kasan-Arena) \| \| Zuschauer: 41.585 \| \| Schiedsrichter: Fahad al-Mirdasi ( Saudi-Arabien) \| \| Spielbericht \| | \| 24. Juni 2017 um 18:00 Uhr (17:00 Uhr MESZ) in Kasan (Kasan-Arena) \| \| Zuschauer: 41.585 \| \| Schiedsrichter: Fahad al-Mirdasi ( Saudi-Arabien) \| \| Spielbericht \| | Russland | Aufstellung Mexiko gegen Russland |
| Mexiko                                                             | Guillermo Ochoa – Diego Reyes (39. Luis Reyes), Néstor Araujo, Héctor Moreno, Miguel Layún – Jonathan dos Santos, Héctor Herrera, Andrés Guardado (70. Oswaldo Alanís) – Hirving Lozano, Chicharito, Carlos Vela (46. Javier Aquino) Cheftrainer: Juan Carlos Osorio ( Kolumbien) | Igor Akinfejew – Alexander Samedow, Georgi Dschikija, Wiktor Wassin, Fjodor Kudrjaschow, Juri Schirkow – Alexander Jerochin (70. Igor Smolnikow), Denis Gluschakow, Alexander Golowin – Fjodor Smolow (78. Maxim Kanunnikow), Alexander Bucharow (64. Dmitri Polos) Cheftrainer: Stanislaw Tschertschessow | Russland | Aufstellung Mexiko gegen Russland |
| Mexiko                                                             | 1:1 Araujo (30.) 2:1 Lozano (52.) | 0:1 Samedow (25.) | Russland | Aufstellung Mexiko gegen Russland |
| Mexiko                                                             | Guardado (16.), Alanís (90.+2′) | Schirkow (9.), Kudrjaschow (63.), Wassin (71.), Golowin (88.) | Russland | Aufstellung Mexiko gegen Russland |
| Mexiko                                                             | Schirkow (68.) | | Russland | Aufstellung Mexiko gegen Russland |
| Mexiko                                                             | Spieler des Spiels: Hirving Lozano (Mexiko) | | Russland | Aufstellung Mexiko gegen Russland |
| 24. Juni 2017 um 18:00 Uhr (17:00 Uhr MESZ) in Kasan (Kasan-Arena) | | |          |                                   |
| Zuschauer: 41.585                                                  | | |          |                                   |
| Schiedsrichter: Fahad al-Mirdasi ( Saudi-Arabien)                  | | |          |                                   |
| Spielbericht                                                       | | |          |                                   |

## Neuseeland – Portugal 0:4 (0:2)
| Neuseeland                                                                           | Neuseeland | Portugal | Portugal | Aufstellung                           |
| ------------------------------------------------------------------------------------ | --- | --- | -------- | ------------------------------------- |
| Neuseeland                                                                           | \| 24. Juni 2017 um 18:00 Uhr (17:00 Uhr MESZ) in Sankt Petersburg (Krestowski-Stadion) \| \| Zuschauer: 56.290 \| \| Schiedsrichter: Mark Geiger ( Vereinigte Staaten) \| \| Spielbericht \|                                                                          | \| 24. Juni 2017 um 18:00 Uhr (17:00 Uhr MESZ) in Sankt Petersburg (Krestowski-Stadion) \| \| Zuschauer: 56.290 \| \| Schiedsrichter: Mark Geiger ( Vereinigte Staaten) \| \| Spielbericht \|                                       | Portugal | Aufstellung Neuseeland gegen Portugal |
| Neuseeland                                                                           | Stefan Marinovic – Dane Ingham, Michael Boxall, Andrew Durante (74. Shane Smeltz), Tommy Smith, Tom Doyle – Clayton Lewis (65. Kosta Barbarouses), Michael McGlinchey (37. Bill Tuiloma), Ryan Thomas – Marco Rojas, Chris Wood Cheftrainer: Anthony Hudson ( England) | Rui Patrício – Nélson Semedo, Pepe, Bruno Alves, Eliseu – Ricardo Quaresma (83. Gelson Martins), Danilo Pereira, João Moutinho, Bernardo Silva (46. Pizzi) – André Silva, Cristiano Ronaldo (67. Nani) Cheftrainer: Fernando Santos | Portugal | Aufstellung Neuseeland gegen Portugal |
| Neuseeland                                                                           | 0:1 Cristiano Ronaldo (33., Foulelfmeter) 0:2 Bernardo Silva (37.) 0:3 André Silva (80.) 0:4 Nani (90.+1′) | | Portugal | Aufstellung Neuseeland gegen Portugal |
| Neuseeland                                                                           | Lewis (19.), Ingham (82.) | Nélson Semedo (21.), Pepe (56.) | Portugal | Aufstellung Neuseeland gegen Portugal |
| Neuseeland                                                                           | 100. Länderspiel von João Moutinho | | Portugal | Aufstellung Neuseeland gegen Portugal |
| Neuseeland                                                                           | Spieler des Spiels: Cristiano Ronaldo (Portugal) | | Portugal | Aufstellung Neuseeland gegen Portugal |
| 24. Juni 2017 um 18:00 Uhr (17:00 Uhr MESZ) in Sankt Petersburg (Krestowski-Stadion) | | |          |                                       |
| Zuschauer: 56.290                                                                    | | |          |                                       |
| Schiedsrichter: Mark Geiger ( Vereinigte Staaten)                                    | | |          |                                       |
| Spielbericht                                                                         | | |          |                                       |